# 津軽信隆
津軽 信隆（つがる のぶたか）は、江戸時代前期の弘前藩家老。通称は百助（ももすけ）。津軽百助家の祖。

## 生涯
元和6年（1620年）、 陸奥国弘前藩2代藩主・津軽信枚の3男として誕生。
正保4年（1647年）、3代藩主・津軽信義を強制隠居、嫡子の信政をも廃嫡させ、江戸幕府旗本の兄・信英を藩主に擁立しようとする主君押込の企て、いわゆる正保の騒動が起こった。これは未然に防がれたが、一族を含めた家中の多くが処罰される中、擁立された信英と信隆には何の咎めもなかった。これは、当初信隆は信英擁立派であったが、しばらくして企ての情報を信義に密告したのが原因であったとされる。この功により知行を加増されている。
信隆は沈勇の士で、お家第一と考える人であった。後に兄の信英が5000石を分知される際、その領地を陸奥の黒石・平内、上野国大館（現群馬県）としたのも信隆だった。
『黒石市史』（1987年、黒石市発行）によれば、領地については信隆ら本家重臣に選定を任せていたという。当時の黒石村とは、北は馬場尻村、目内沢田村、西は堂野前村、高田村（ともに現田舎館村）、東は石名坂村に接する広い地域で上黒石村、下黒石村、黒石御派町の3区域に分かれており、これに浅瀬石川流域の温湯村、不動館村、板留村などの山形村領分を入れて2000石、他に外ヶ浜の平内領分の1000石、それに上野国の大館村ら6か村の2000石で計5000石だった。領地が正式に決定したのは8月初旬であった（ただし5000石といっても、それは江戸幕府が定めた公定生産高（表高）であり、現実の生産高（実高）は1万石を超えていた）。黒石、山形領は当時18村で、実高は5990石であった。村数はこの後増えていく。平内領も当時18村で実高は2900石であった。小湊村に代官所を置いて統治した。 上野国の2000石というのは現在の群馬県太田市の一部、伊勢崎市境地区の範囲で、当時は6村であったが、のち8村になる。中心は大館でそこに代官がいた。
万治元年（1659年）、死去。

## 津軽百助家
子孫は弘前藩の家老として存続し、津軽百助家と呼ばれている。
途中、黒石津軽家から朝儀（とものり、津軽寿世の子、著高の弟）が養子入りし、その孫の順朝は本家・津軽信順からの偏諱を受けている。朝儀以降は「朝」の字を通字としている。
また、この家は弘前・黒石の（どちらかの）家で継嗣が途絶えた場合に備えて立てられてもいる。実際、幕末に弘前・黒石両家で藩祖・為信の血統が途絶えた際、その血を引くこの家から血統の復活がはかられ、順朝の2人の子がそれぞれの家に養子入りしている。順朝の孫の類橘（るいきつ）の代で血統が絶え、他家から益男（池田源の次男）を養子に迎えた。

## 信隆と天童山館
天童山館は、鯵ヶ沢古城を構成した五館一城の一郭であったとされる。古書には、天童山には鯵ヶ沢古城掘切の城があったと記されており、一説には浪岡北畠氏の一族、天童丸の居館があったという。元和年間（1615年 - 1623年）、弘前藩によって天童山館を整備し、新たに鯵ヶ沢城として築城された。寛永12年（1635年）、ここに信隆が居城して、長松館と称し、この頃には新町をつくるために、天童山を崩したと伝えられている。正保2年（1645年）、藩政改革により百助信隆は館を離れる事となり、長松館も廃された。
現在弘前中央高校が立っているのは、百助信隆の広大な屋敷があった場所である。

## 系譜
- 父：津軽信枚
- 母：不詳
- 室：不詳
  - 女子：楠美則寛（嘉兵衛、弘前藩士・楠美家8代当主）室
- 養子
  - 男子：津軽政朝（1648-1705） - 津軽信義の四男